# قرة أغاج (شبستر)
قرة أغاج هي قرية في مقاطعة شبستر، إيران. عدد سكان هذه القرية هو 470 في سنة 2006.